# Макинтайр, Алан
Алан Лайонел Макинтайр (англ. Alan Lionel McIntyre, 20 сентября 1949, Уонгануи, Новая Зеландия) — новозеландский хоккеист (хоккей на траве), нападающий. Олимпийский чемпион 1976 года.

## Биография
Алан Макинтайр родился 20 сентября 1949 года в новозеландском городе Уонгануи.
В 1965 году в 15-летнем возрасте дебютировал в сборной Новой Зеландии.
В 1968 году вошёл в состав сборной Новой Зеландии по хоккею на траве на Олимпийских играх в Мехико, занявшей 7-е место. Играл на позиции нападающего, провёл 9 матчей, забил 1 мяч в ворота сборной Японии.
В 1973 году в составе сборной Новой Зеландии участвовал в чемпионате мира в Амстелвене.
В 1976 году вошёл в состав сборной Новой Зеландии по хоккею на траве на Олимпийских играх в Монреале и завоевал золотую медаль. Играл на позиции нападающего, провёл 5 матчей, мячей не забивал.
В 1980 году был включён в сборную Новой Зеландии на летние Олимпийские игры в Москве, но новозеландцы бойкотировали Олимпиаду.
Работал в департаменте статистики, также был хоккейным тренером на разных уровнях.

## Семья
Женат, вырастил двоих сыновей, которые стали хоккеистами.

## Увековечение
В 1990 году в составе сборной Новой Зеландии, выигравшей Олимпиаду, введён в Новозеландский спортивный Зал славы.